# Warwa
Warwa (ukrainisch und russisch Варва) ist eine Siedlung städtischen Typs im Südosten der ukrainischen Oblast Tschernihiw mit 8000 Einwohnern (2017) und war bis Juli 2020 das administrative Zentrum des gleichnamigen Rajons Warwa.

## Geschichte

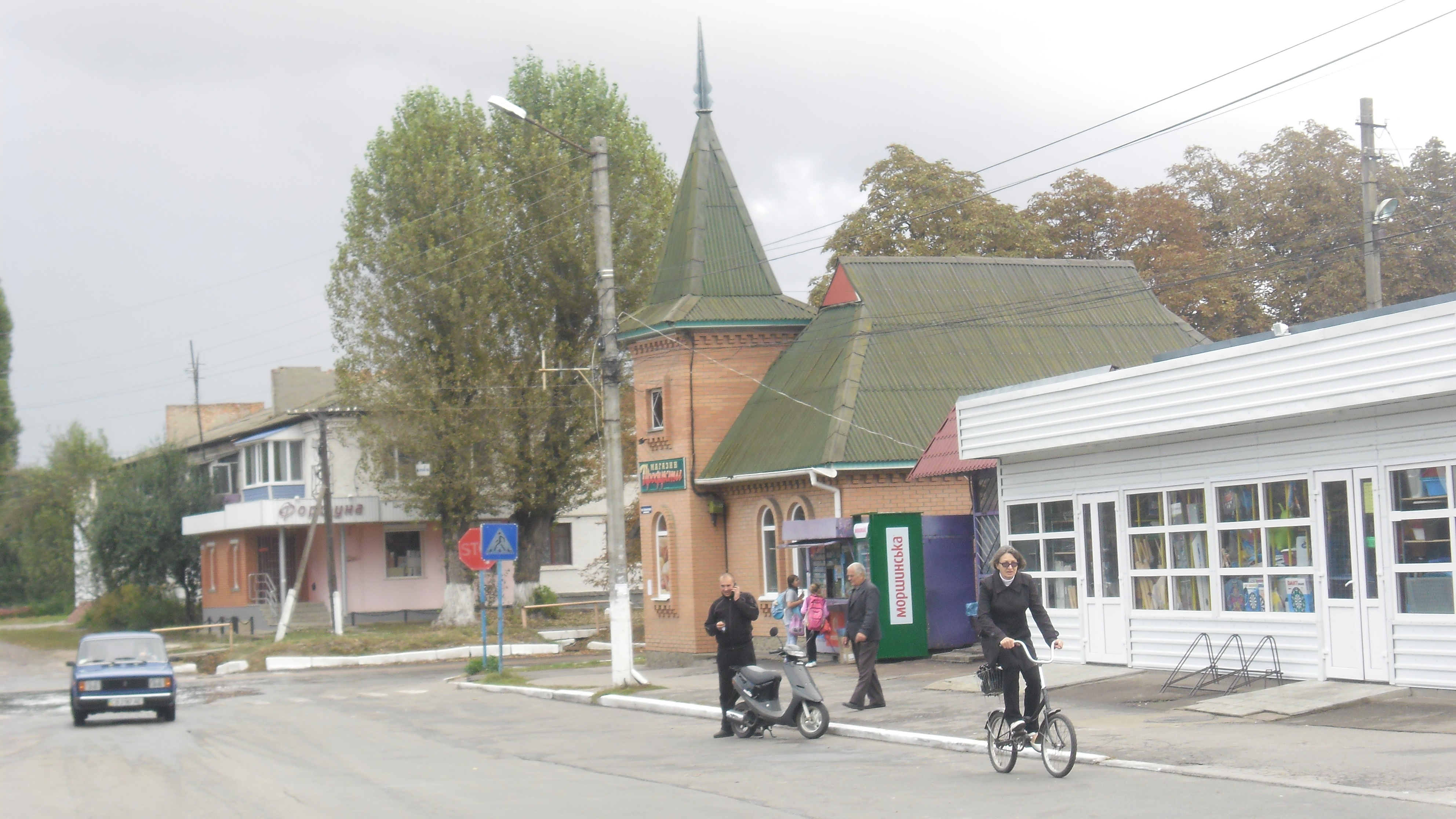
Blick in den Ort

Die Siedlung wurde 1079 zum ersten Mal schriftlich erwähnt und gehörte damals zum Einflussbereich der Kiewer Rus. Nach der Zerstörung durch die Mongolen 1239 wurde es danach wieder aufgebaut und wurde 1356 ein Teil des Großherzogtums Litauen und ab 1569 der Adelsrepublik Polen-Litauen.
1782 wurde das Gebiet mit Warwa ein Teil des Russischen Reiches und wurde in das Gouvernement Tschernigow eingegliedert. Ab 1802 unterstand es dann dem Gouvernement Poltawa. 1966 wurde dem Ort dann das Statut einer Siedlung städtischen Typs zuerkannt, ab 1966 war Warwa der Hauptort des gleichnamigen Rajons.

## Verwaltungsgliederung
Am 28. April 2017 wurde die Siedlung zum Zentrum der neugegründeten Siedlungsgemeinde Warwa (Варвинська селищна громада/Warwynska selyschtschna hromada). Zu dieser zählten auch die 6 Dörfer Bulawiwschtschyna, Hryhoriwschtschyna, Kalynowyzja, Leljaky, Sirjakiwschtschyna und Woskressenske sowie die Ansiedlung Sawerske, bis dahin bildete sie zusammen mit dem Dorf Woskressenske die gleichnamige Siedlungsratsgemeinde Warwa (Варвинська селищна рада/Warwynska selyschtschna rada) im Norden des Rajons Warwa.
Am 12. Juni 2020 kam noch die 21 in der untenstehenden Tabelle aufgelisteten Dörfer sowie die Ansiedlung Rubaniw zum Gemeindegebiet.
Am 17. Juli 2020 kam es im Zuge einer großen Rajonsreform zum Anschluss des Rajonsgebietes an den Rajon Pryluky.
Folgende Orte sind neben dem Hauptort Warwa Teil der Gemeinde:
| Name                     | Name          | Name                              |
| ukrainisch transkribiert | ukrainisch    | russisch                          |
| ------------------------ | ------------- | --------------------------------- |
| Antoniwka                | Антонівка     | Антоновка (Antonowka)             |
| Beriska                  | Берізка       | Березка (Bereska)                 |
| Bochaniw                 | Боханів       | Боханов (Bochanow)                |
| Bohdany                  | Богдани       | Богданы (Bogdany)                 |
| Brahynzi                 | Брагинці      | Брагинцы (Brahinzy)               |
| Bulawiwschtschyna        | Булавівщина   | Булавовщина (Bulawowschtschina)   |
| Chortyzja                | Хортиця       | Хортица (Chortiza)                |
| Daschtschenky            | Дащенки       | Дащенки (Daschtschenki)           |
| Hnidynzi                 | Гнідинці      | Гнединцы (Gnedinzy)               |
| Hryhoriwschtschyna       | Григорівщина  | Григоровщина (Grigorowschtschina) |
| Jaschtschenkiw           | Ященків       | Ященков (Jaschtschenkow)          |
| Kalynowyzja              | Калиновиця    | Калиновица (Kalinowiza)           |
| Kucharka                 | Кухарка       | Кухарка                           |
| Kulyschiwka              | Кулишівка     | Кулишовка (Kulischowka)           |
| Leljaky                  | Леляки        | Леляки (Leljaki)                  |
| Makijiwka                | Макіївка      | Макеевка (Makejewka)              |
| Makuschycha              | Макушиха      | Макушиха (Makuschicha)            |
| Marmysiwka               | Мармизівка    | Мармызовка (Marmysowka)           |
| Mudre                    | Мудре         | Мудрое (Mudroje)                  |
| Oserjany                 | Озеряни       | Озеряны                           |
| Ostapiwka                | Остапівка     | Остаповка (Ostapowka)             |
| Rubaniw                  | Рубанів       | Рубанов (Rubanow)                 |
| Sawerske                 | Саверське     | Саверское (Sawerskoje)            |
| Schurawka                | Журавка       | Журавка                           |
| Sirykiw                  | Сіриків       | Сериков (Serikow)                 |
| Sirjakiwschtschyna       | Сіряківщина   | Серяковщина (Serjakowschtschina)  |
| Switlytschne             | Світличне     | Светличное (Swetlitschnoje)       |
| Tonka                    | Тонка         | Тонка                             |
| Woskressenske            | Воскресенське | Воскресенское (Woskressenskoje)   |

## Architektur

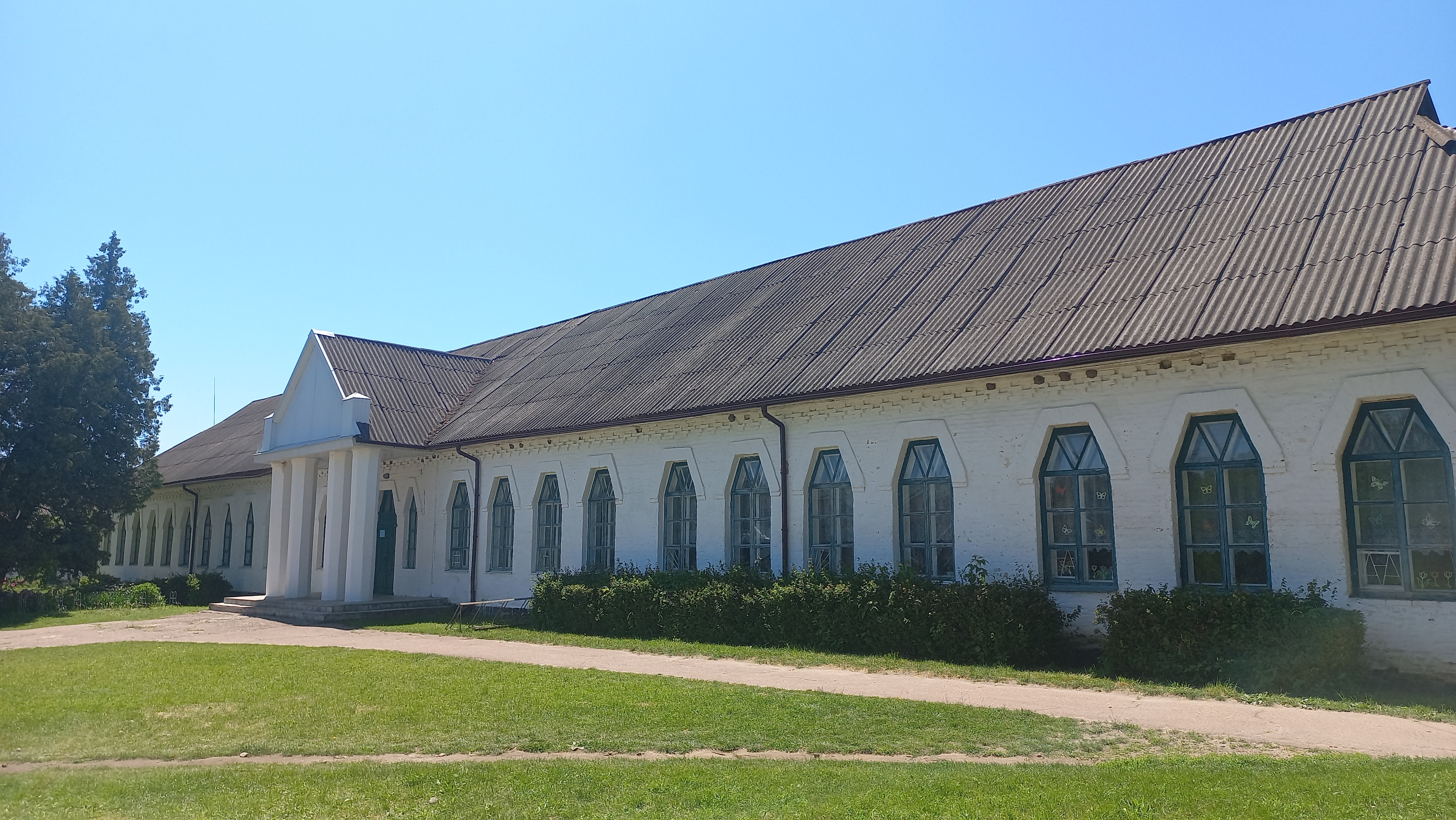
Vierklassige Zemstvo-Schule Warwa, Architekt: Opanas Slastion

In Warwa befindet sich eine 1915 erbaute Gemeindeschule (Zemstvo-Schule), die charakteristische Merkmal der ukrainischen architektonischen Moderne enthält. (Architekt: Opanas Slastion) Das Schulgebäude besitzt dekorative große Gesimse und Ornamente, trapezförmige Fenster und Türen. Die Schule ist für 200 Schüler ausgelegt, die in vier Klassenräumen unterrichtet werden können.

## Wappen
|  | Wappen von Warwa |
|  | Blasonierung: „In Rot ein goldenes (gelbes) Herz, über dem ein goldenes (gelbes) Tatzenkreuz, von je einem blauen sechsstrahligen Stern in den Winkeln begleitet, schwebt.“ |
|  | |

## Söhne und Töchter der Ortschaft
- Ossip Maximowitsch Bodjanski (1808–1877), Slawist, Schriftsteller und Historiker.
- Alla Ghilenko (* 1992), Biathletin